# Jacob Hollister
Jacob Hollister (Bend, 18 novembre 1993) è un giocatore di football americano statunitense che milita nel ruolo di tight end e che è free agent. Al college giocò a football con i Wyoming Cowboys.

## Carriera professionistica

### New England Patriots

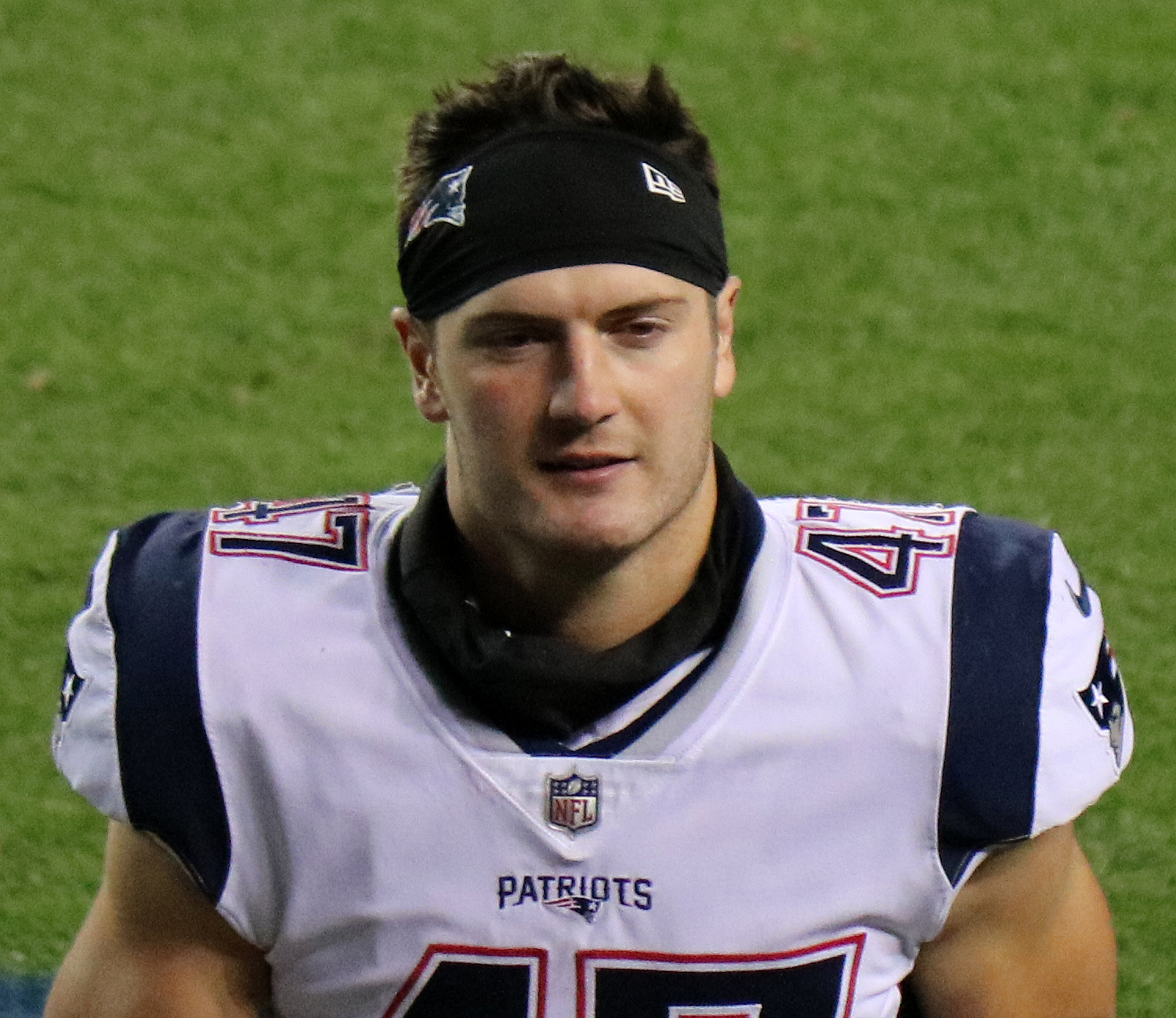
Hollister nel 2017

Hollister firmò con i New England Patriots il 5 maggio 2017, dopo non essere stato scelto nel corso del draft. Durante le gare di pre-stagione fu in competizione con James O'Shaughnessy per il posto di terzo tight end della squadra, dietro ai veterani Rob Gronkowski e Dwayne Allen. Alla fine Hollister riuscì ad ottenere il posto in squadra e fece il suo debutto in una gara ufficiale nel secondo turno stagione regolare, dove fece registrare la sua prima ricezione su un passaggio da 7 yard di Tom Brady .
Alla fine della stagione 2018 Hollister vinse il Super Bowl LIII battendo i Los Angeles Rams per 13-3.

### Seattle Seahawks
Il 29 aprile 2019 Hollister fu scambiato con i Seattle Seahawks per una scelta del settimo giro del draft. Nel nono turno ricevette due touchdown dal quarterback Russell Wilson, incluso quello della vittoria ai tempi supplementari contro i Tampa Bay Buccaneers. La sua stagione terminò con tre marcature.
Il 21 aprile 2020 Hollister firmò per un altro anno con i Seahawks.  Nella sua seconda stagione a Seattle giocò tutte le 16 gare stagionali, 5 da titolare, facendo complessivamente 25 ricezioni e 3 touchdown.

### Buffalo Bills
Il 19 marzo 2021 Hollister firmò un contratto annuale con i Buffalo Bills, ritrovando il quarterback Josh Allen, suo compagno di squadra al college.
Hollister fu svincolato dai Bills il 31 agosto 2021.

### Jacksonville Jaguars
Il 3 settembre 2021 Hollister firmò con i Jacksonville Jaguars. Chiuse l'annata con 7 presenze, 2 da titolare, con 9 ricezioni e un touchdown.

### Las Vegas Raiders
Il 22 marzo 2022 Hollister firmò con i Las Vegas Raiders. Fu inserito dai Raiders nella lista riserve/infortunati il 30 agosto 2022 e poi svincolato tre giorni dopo.

### Minnesota Vikings
Il 27 settembre 2022 Hollister firmò con la squadra di allenamento dei Minnesota Vikings.

### Las Vegas Raiders (2º periodo)
L'11 novembre 2022 lasciò la squadra di allenamento dei Vikings per rifirmare con Las Vegas Raiders. Fu svincolato il 17 dicembre 2022. Giocò in 3 partite senza completare nessuna ricezioni

### Seattle Seahawks (2º periodo)
Il. 28 dicembre 2022 Hollister firmò per la squadra di allenamento dei Seattle Seahawks.  Il suo contratto si concluse al termine della stagione, il 14 gennaio 2023.

### Las Vegas Raiders (3º periodo)
Il 2 agosto 2023 Hollister firmò per una terza volta con i Las Vegas Raiders. Il 27 agosto 2023, durante la fase di preparazione alla stagione 2023, Hollister fu inserito nella lista riserve/infortunati, comportando questo che non avrebbe più potuto scendere in campo in stagione con i Raiders. Si accordò con i Raiders e fu quindi svincolato il 30 agosto 2023, per aver modo, una volta superato l'infortunio, di giocare subito per un'altra franchigia.

### Carolina Panthers
Il 4 agosto 2024 Hollister firmò con i Carolina Panthers. Il 27 agosto 2024 fu svincolato.

## Palmarès
- Super Bowl : 1

New England Patriots: LIII
- American Football Conference Championship: 2

New England Patriots: 2017, 2018

## Famiglia
Jacob Hollister è fratello gemello di Cody Hollister, giocatore dei Tennessee Titans.